# Euceros tunetanus
Euceros tunetanus är en stekelart som först beskrevs av Otto Schmiedeknecht 1900.  Euceros tunetanus ingår i släktet Euceros och familjen brokparasitsteklar. Inga underarter finns listade i Catalogue of Life.